# John Bloom (Filmeditor)
John Bloom (* 12. September 1935 in London, England) ist ein britischer Filmeditor.

## Leben
John Bloom wurde als Sohn des Bildhauers Edward Bloom und der Schriftstellerin Elizabeth Grew und jüngerer Halbbruder der Schauspielerin Claire Bloom in London geboren. Durch seinen familiären künstlerischen Hintergrund wurde Bloom bereits in seiner Kindheit durch das Theater geprägt, weswegen er auch in jungen Jahren als Dramaturg bei den Pinewood Studios einen seiner Jobs annahm. Von dort aus ging es für ihn anschließend in den Schneideraum, wo er John Trumper 1958 beim Filmschnitt von Heart of a Child assistierte.
Nachdem er 1960 mit The Impersonator erstmals eigenverantwortlich einen Filmschnitt leitete, war es 1973 der amerikanisch-britische Fernsehfilm Seine Scheidung, ihre Scheidung, der ihn erstmals mit dem US-amerikanischen Filmgeschäft in Verbindung brachte. Nachdem er mit Karel Reisz’ Die Geliebte des französischen Leutnants erstmals mit einer Oscar-Nominierung für den Besten Schnitt bedacht wurde, wurde er bereits ein Jahr später für Richard Attenboroughs Gandhi mit dem Oscar ausgezeichnet. Für den gemeinsamen Film A Chorus Line erhielt Bloom seine dritte Oscarnominierung. Von da an hatte er sich auch in Hollywood einen Namen gemacht, weswegen er sowohl in den USA als auch in England immer wieder abwechselnd arbeitete. Nachdem er 1999 mit dem ACE Career Achievement Award für sein Lebenswerk geehrt wurde, zog er sich teilweise zurück und arbeitet seitdem als Co-Editor an der Seite seiner ehemaligen Assistentin Antonia Van Drimmelen und schnitt mit ihr Filme wie Shaft – Noch Fragen?, Tagebuch eines Skandals und Der Krieg des Charlie Wilson.
Seit dem 7. September 1963 ist Bloom mit der Innenarchitektin Sheila verheiratet, mit der er einen gemeinsamen Sohn hat.

## Filmografie (Auswahl)
- 1958: Heart of a Child (Schnitt-Assistenz)
- 1960: The Impersonator
- 1963: Plädoyer für einen Mörder (Man in the Middle)
- 1966: Finale in Berlin (Funeral in Berlin)
- 1966: Georgy Girl
- 1968: Der Löwe im Winter (The Lion in Winter)
- 1971: Das vergessene Tal (The Last Valley)
- 1972: Reisen mit meiner Tante (Travels with my Aunt)
- 1973: Seine Scheidung, ihre Scheidung (Divorce His, Divorce Hers)
- 1973: Die Glasmenagerie (The Glass Menagerie)
- 1976: Mohammed – Der Gesandte Gottes (Mohammad, Messenger of God)
- 1977: Orca – Der Killerwal (Orca)
- 1978: Dreckige Hunde (Who’ll Stop the Rain)
- 1978: Magic – Eine unheimliche Liebesgeschichte (Magic)
- 1979: Dracula
- 1981: Die Geliebte des französischen Leutnants (The French Lieutenant’s Woman)
- 1982: Gandhi
- 1983: Under Fire
- 1985: A Chorus Line
- 1987: Die schwarze Witwe (Black Widow)
- 1988: Die grellen Lichter der Großstadt (Bright Lights, Big City)
- 1989: Jacknife
- 1990: Air America
- 1990: Everybody Wins
- 1992: Verhängnis (Damage)
- 1994: Nobody’s Fool – Auf Dauer unwiderstehlich (Nobody’s Fool)
- 1996: Der Club der Teufelinnen (The First Wives Club)
- 1996: Last Dance
- 2000: Shaft – Noch Fragen? (Shaft)
- 2003: Engel in Amerika (Angels in America)
- 2004: Hautnah - Closer (Closer)
- 2006: Tagebuch eines Skandals (Notes on a Scandal)
- 2007: Der Krieg des Charlie Wilson
- 2009: Blut, Schweiß und Tränen (Into the Storm)

## Auszeichnungen
- Oscar
  - 1982: Bester Schnitt – Die Geliebte des französischen Leutnants (nominiert)
  - 1983: Bester Schnitt – Gandhi
  - 1986: Bester Schnitt – A Chorus Line (nominiert)

- BAFTA Award
  - 1982: Bester Schnitt – Die Geliebte des französischen Leutnants (nominiert)
  - 1983: Bester Schnitt – Gandhi (nominiert)
  - 1985: Bester Schnitt – Under Fire (nominiert)
  - 1986: Bester Schnitt – A Chorus Line (nominiert)